# Teucholabis (Teucholabis) pleurolinea
Teucholabis (Teucholabis) pleurolinea is een tweevleugelige uit de familie steltmuggen (Limoniidae). De soort komt voor in het Neotropisch gebied.